# Taça Asa Branca
A Taça Asa Branca foi um torneio amistoso organizado pela Liga do Nordeste e disputado em partida única, envolvendo o campeão da Copa do Nordeste.

## História
Na 1ª edição, em 2016, o torneio se chamava Troféu Asa Branca, tendo sido jogado entre o time campeão do Nordeste de 2015, que era o mandante, e uma tradicional força do futebol brasileiro. Já no ano seguinte, em 2017, o torneio passou a se chamar Taça Asa Branca: ainda em partida única, envolveu o campeão do Nordeste e o campeão da Copa Verde. Em 2018, o torneio não foi realizado, tendo o campeão nordestino de 2017, o Bahia, alegado problemas de calendário.
Disputada em partida única no estádio do campeão do Nordeste, bastava uma vitória simples para consagrar-se campeão. Em caso de empate, a taça seria decidida nos pênaltis.

## Transmissão
Esporte Interativo.